# 隠岐の島町立西郷中学校
隠岐の島町立西郷中学校（おきのしまちょうりつ さいごうちゅうがっこう）は、島根県隠岐の島町にある町立中学校。

## 通学区域
校区は、西郷小学校の通学区域となっている。
東町、中町、栄町、西町、港町、岬町、荒尾、犬来、飯田、東郷、大久、釜。

## 著名な出身者
- 池田高世偉（第2代隠岐の島町長）